# Peter Bull
Peter Cecil Bull (21 de marzo de 1912–20 de mayo de 1984) fue un actor de reparto británico. 

## Biografía
Su nombre completo era Peter Cecil Bull, y nació en Londres, Inglaterra. Su padre era el parlamentario por Hammersmith William James Bull. 
Bull se educó en el Winchester College, y su primera actuación teatral profesional tuvo lugar en 1933 con la obra If I Were You en el Teatro Shaftesbury. 
La actuación de Bull como el embajador ruso Alexi de Sadesky en el film Dr. Strangelove (1964) está entre las más conocidas de sus varias docenas de interpretaciones para el cine y la televisión. Además hizo un pequeño papel y fue el narrador en la película Scrooge (1951), y ese mismo año fue el capitán del barco alemán en The African Queen.
Bull fue también el primer actor en encarnar a Pozzo en la versión inglesa de la obra de Samuel Beckett Esperando a Godot, la cual se estrenó el 3 de agosto de 1955.
Además de su faceta como intérprete, en los años setenta Bull dirigió una pequeña tienda en Notting Hill Gate dedicada a la venta de productos relacionados con el zodiaco. Así mismo, Bull escribió un libro sobre los ositos de peluche, Bear With Me, y un trabajo sobre sus experiencias durante la Segunda Guerra Mundial como comandante de un barco Tank Landing Craft (LCT), To Sea in a Sieve.
Peter Bull falleció en Londres en 1984 como consecuencia de un ataque al corazón.

## Filmografía seleccionada
- As You Like It (1936)
- Sabotage (1936, sin créditos)
- Non-Stop New York (El transatlántico de la muerte, 1937)
- Marie Antoinette (María Antonieta, 1938, sin créditos)
- Dead Man's Shoes (1939)
- Contrabando (1940)
- They Made Me a Fugitive (Me hicieron un fugitivo, 1947)
- Oliver Twist (1948)
- Saraband for Dead Lovers (Matrimonio de estado, 1948)
- I'll Get You for This (1951)
- The Lavender Hill Mob (1951, sin créditos)
- The African Queen (1951)
- Salute the Toff (1952)
- The Captain's Paradise (1953)
- Beau Brummell (1954)
- Footsteps in the Fog (Pasos en la niebla, 1955)
- The Green Man (1956)
- Tom Thumb (El pequeño gigante, 1958)
- The Scapegoat (Donde el círculo termina, 1959)
- The Three Worlds of Gulliver (Los viajes de Gulliver, 1960)
- The Rebel (1961)
- Goodbye Again (1961)
- The Girl on the Boat (1961)
- Tom Jones (1963)
- The Old Dark House (1963)
- Dr. Strangelove (1964)
- The Intelligence Men (1965)
- You Must Be Joking! (1965)
- Licensed to Kill (1965)
- Doctor Dolittle (El extravagante Doctor Dolittle, 1967)
- Lock Up Your Daughters (1969)
- Alicia en el país de las maravillas (1972)
- Joseph Andrews (1977)
- The Tempest (1979)
- Yellowbeard (1983)